# Tarcza strzelecka

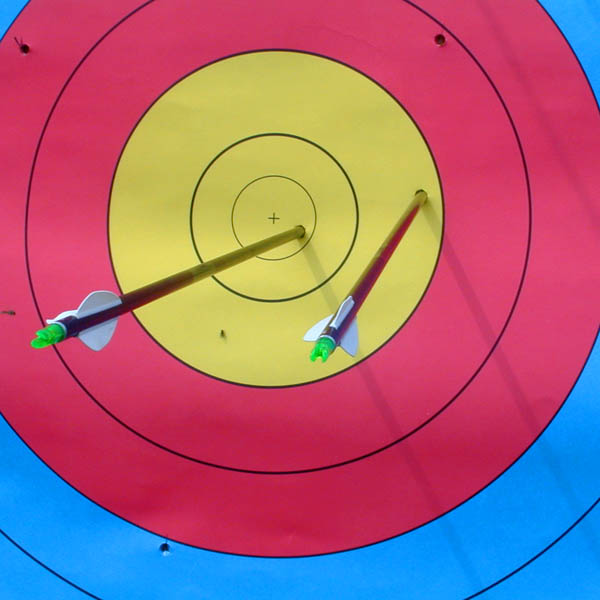
Dwie strzały w łuczniczej tarczy strzeleckiej

Tarcza strzelecka – w najprostszym wykonaniu arkusz papieru z narysowanymi koncentrycznymi okręgami używany na strzelnicy jako cel do ostrzelania. Pozostawione w tarczy otwory po pociskach pozwalają ocenić celność strzelania.

## Rodzaje tarcz
Tarcze strzeleckie stosowane w sporcie (łucznictwie i w strzelectwie) przybierają najczęściej formę planszy z koncentrycznymi okręgami, przy czym w łucznictwie bywają one pokolorowane w celu poprawienia widoczności. W biatlonie używane są specjalne okienka, trafienie w które powoduje strącenie specjalnej zapadki, co ułatwia strzelającemu natychmiastową ocenę celności strzału.
Przy strzelaniu m.in. z broni myśliwskiej, do ruchomych celów stosuje się w charakterze tarcz różnego rodzaju figury i przedmioty symulujące poruszające się lub pojawiające na krótki czas rzeczywiste cele. 
Do celów szkolenia żołnierzy z broni strzeleckiej, stosuje się tarcze podobne do tarcz sportowych, jednak często z naniesioną dodatkowo sylwetką człowieka. Tarcze takie mają najwyżej punktowane (najmniejsze) koło/elipsę w okolicy twarzy, szyi lub piersi namalowanej sylwetki.
Do strzelań artyleryjskich i czołgowych tarcze mają znacznie większe rozmiary, symbolizują sylwetkę pojazdu (czołgu, transportera, samochodu lub śmigłowca) i nie mają narysowanych żadnych okręgów. Często wykonane są z tektury lub sklejki. Trafienie pociskiem armatnim w taką tarczę zostawia w niej duży otwór albo nawet niszczy ją całkowicie.

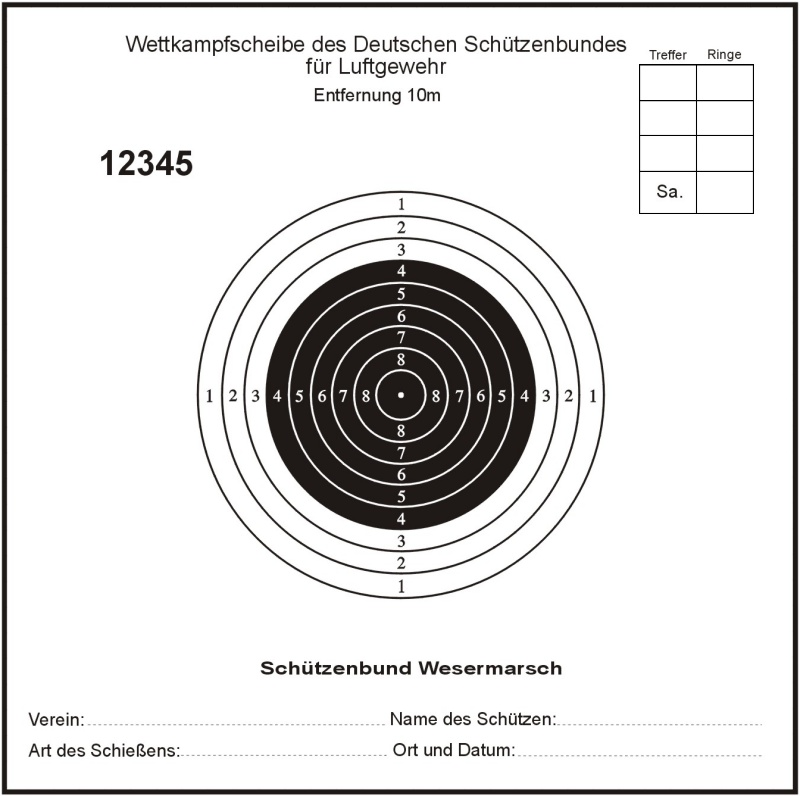
Tarcza do strzelania z karabinu pneumatycznego na dystans 10 m
Tarcza do strzelania z pistoletu na dystansach 25 i 50 m
Tarcza do strzelania z łuku
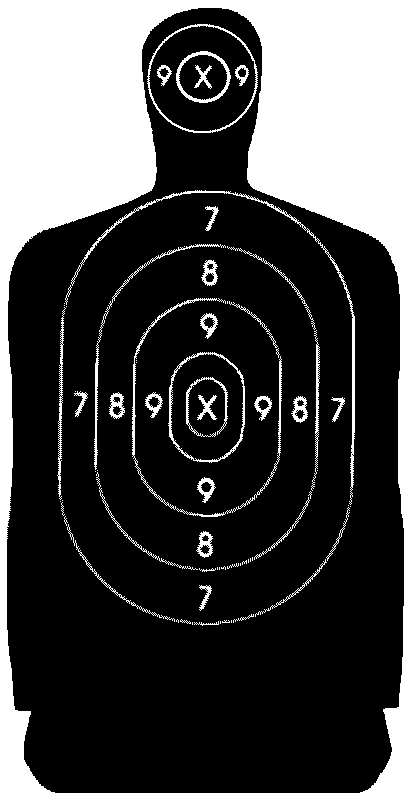
Tarcza strzelecka w formie sylwetki
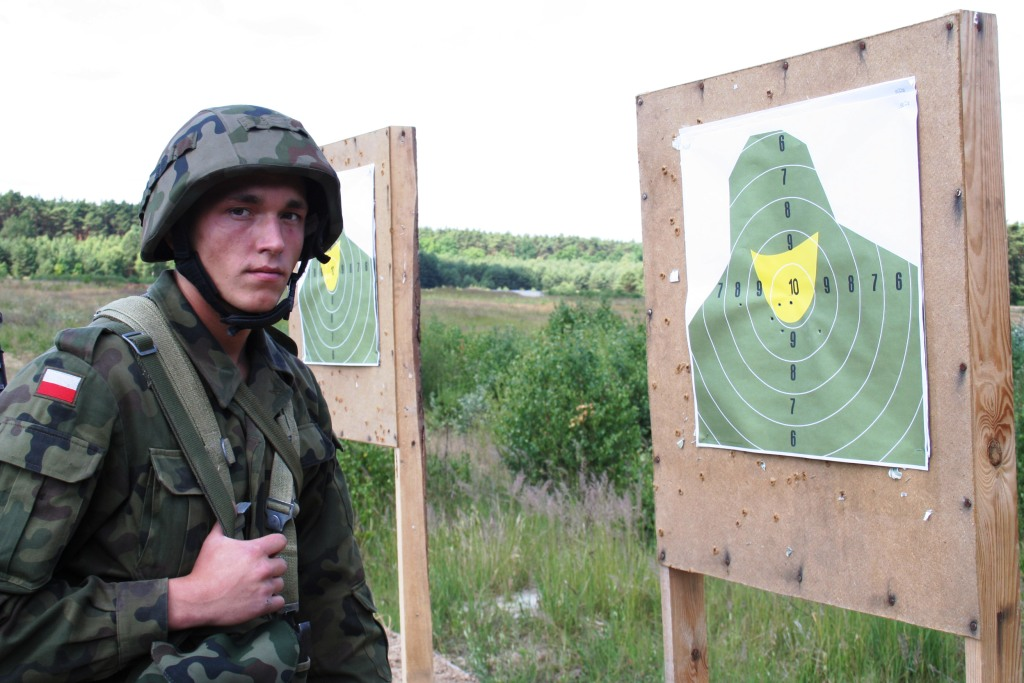
Wojskowa tarcza strzelecka z umownie zarysowaną sylwetką